# سلمان عاصي الربيعي
سلمان عاصي الربيعي يُعرف أيضًا بـأبو أمل الربيعي (1951 - 2000) شاعر عراقي. ولد في الحلّة. أكمل دراسته المتوسّطة، ثم التحق بالقوات المسلّحة، ثم هاجر إلى إيران. نشر شعره في الصحف العراقية ثم في الإذاعة والتلفزيون الإيرانية. من دواوينه الشعرية الديار المحجوبة 1990 وعلى أعتاب الديار 1991 وطيف الزمن 1992. توفي في طهران ودفن في مدينة قم. 

## سيرته
ولد سلمان عاصي الربيعي سنة 1951 في الحلة من محافظة بابل العراقية. أكمل دارسته المتوسطة في الحلّة، ثم ترك الدراسة. التحق بالقوات المسلحة ثم هاجر إلى إيران في 1979.

توفي في طهران عام 2000 ودفن في مدينة قم.

## شعره
نظم الشعر لأول مرة في 1967، ونشر الكثير من قصائده في الصحف العراقية، كما سجل العديد منها في الإذاعة والتلفزيون في إيران. هو من الشعراء المعدودين الذين ينزعون إلى التجديد، ويستعرض ما تعلمه من فنون وعلوم في شعره وخصوصًا تفريعات العلوم اللغوية ويرى فيه نوعًا من الانتماء إلى الأصيل الثابت الذي يشكل هويته الشعرية. وله مشاركات في النوادي الأدبية والدينية.

## مؤلفاته
من دواوينه الشعرية:
- الديار المحجوبة، 1990
- اعلى أعتاب الديار، 1991
- طيف الزمن، 1992
- طيف الوطن، 1996